# زاخاس
چاقا بيه أو چاغا بيه (باليونانية: Τζαχάς - Cahas)؛ توفى عام 1092)، قائد وبحار السلاجقة في القرن الحادي عشر، في عام 1071 أسس وأدار إمارة مستقلة مركزها سميرنا (إزمير الحالية) مباشرة بعد معركة ملاذكرد الحربية في الفترة التي انتشر فيها السلاجقة في منطقة الأناضول. ويعتبر أول أميرال تركي في التاريخ، وأول من أنشأ سلاح البحرية في تاريخ الترك.
بعد عام 1071 شارك في الهجمات السلجوقية المدبّرة على الأناضول وأسقط چاقا بيه الإمبراطور البيزنطي أسيراً وانفصل عن القصر عام 1081. في نفس العام فُرضت السيطرة التركية لأول مرة في تاريخ إزمير؛ فبعد فترة فرض سيطرته على ساحل وبعض من جزر بحر إيجة وبعض المدن من أجل توسيع حدوده. وعلى الرغم من حصار الأبيدوس لكانكالي الحالية إلا أن الحصار انتهى بالفشل بسبب قتل السلطان السلجوقي بالأناضول قلج أرسلان الأول للإمبراطور البيزنطي الكسيوس كومنينوس الأول بتحريض من طرف قلج أرسلان.
زاخاس وهي إمارة نشأت في القرن الحادي عشر في الأناضول، مؤسس هذه الإمارة كان قائد عسكري يخدم في أمرة سلاجقة الروم وحكم منطقة مستقلة عاصمتها كانت سميرنا
أسر زاخاس خلال حربه مع نقفور الثالث بوتانياتيس إمبراطور الإمبراطورية البيزنطية. أظهر الإمبراطور البيزنطي اهتماماً بالأمير الشاب وأطلق عليه لقب نبيل وجعله يقيم في قصره. بعد أن تولى لكسيوس الأول كومنينوس زمام الأمر في الإمبراطورية البيزنطية سنة 1081، عاد زاخاس إلى الأناضول وبدأ حرباً على الإمبراطورية البيزنطية بغية توسيع سلطته. وأمر ببناء أسطول وأحواض لصناعة السفن في سميرنا وأفسس ليبلغ أسطوله 33 سفينة شراعية و 17 سفينة مجداف، ليكون أول أسطول بحري سلجوقي في الأناضول.
نجح أسطول زاخاس في غزو لسبوس سنة 1089 وخيوس سنة 1090، لكنه هزم في 19 مايو 1090 بالقرب من جزر كويون على أيدي القوات البيزنطية. غزا أسطول زاخاس في عام 1091 جزيرة ساموس وجزيرة رودس لكن ما لبث أن تعرض لهزيمة كبيرة في بحر مرمرة من القوات البيزنطية. ومن ثم تعرض لهزيمة أخرى في سنة 1092 دمرت أسطوله وأدت إلى استرداد جميع الجزر التي كان قد غزاها وأدت إلى اعتقاله.
وفقا لمصادر البيزنطية، فإن زاخاس قتل في سنة 1092 على يد زوج ابنته قلج أرسلان الأول، ومع ذلك، ظهر اسمه في وقت لاحق، مثل حملة ضد ميناء ادرمد الاستراتيجي في سنة 1095، لكن ووفقا لهذه المصادر، فإنه كان قد مات ومن قام بالغزو هو ابنه بتكليف من قلج أرسلان.
اختفت هذه الإمارة من التاريخ بعد وفاة زاخاس، لينجح البيزنطيين بعد ذلك من استرداد الأراضي على بحر إيجة. وليصل السلاجقة لبحر إيجة مرة ثانية بعد قرنين من الزمن.

## فترة ما قبل الإمارة
عام 1071 بعد معركة ملاذكرد الحربية بين دولة السلاجقة الكبرى والإمبراطورية البيزنطية، سقط الإمبراطور البيزنطي رومانوس ديوجين أسيراً. وظهرت إمارات مؤسسة من طرف قبائل التركمان في الأناضول. چاقا بيه رجل من المحاربين القدامى أسس مركز سيفاس، وإمارة دانيشمنديللر وشارك مع قبيلة أوغوز في الغارات المنظمة على الإمبراطورية البيزنطية والتي أسقطت الإمبراطور البيزنطي أسيراً في واحدة منهم في عام 1078. اتجه إلى القصر البيزنطي وأسر الإمبراطور نيكنورس بوتانيتس الثالث، واتخذ القسطنطينية (إسطنبول الحالية) عاصمة له واتخذ لنفسه لقب بروتونوبيليسيموس، وهناك رفع من شأن الأسرى المتعلمين للغة اليونانية والتركية بالقصر. وفي عام 1081 اتخذ لقب امبراطور العرش من الإمبراطور الكسيوس الأول ووهبه لنفسه وأخذ منه أيضاً الامتيازات التي أُعطيت له وبعده عن القصر وأعاده بين صفوف التركمان في الأناضول.

## تأسيس وتطوير الإمارة

خريطة توضح الحكومة التي أنشأها جاقا بيه في الأناضول وبحر إيجه

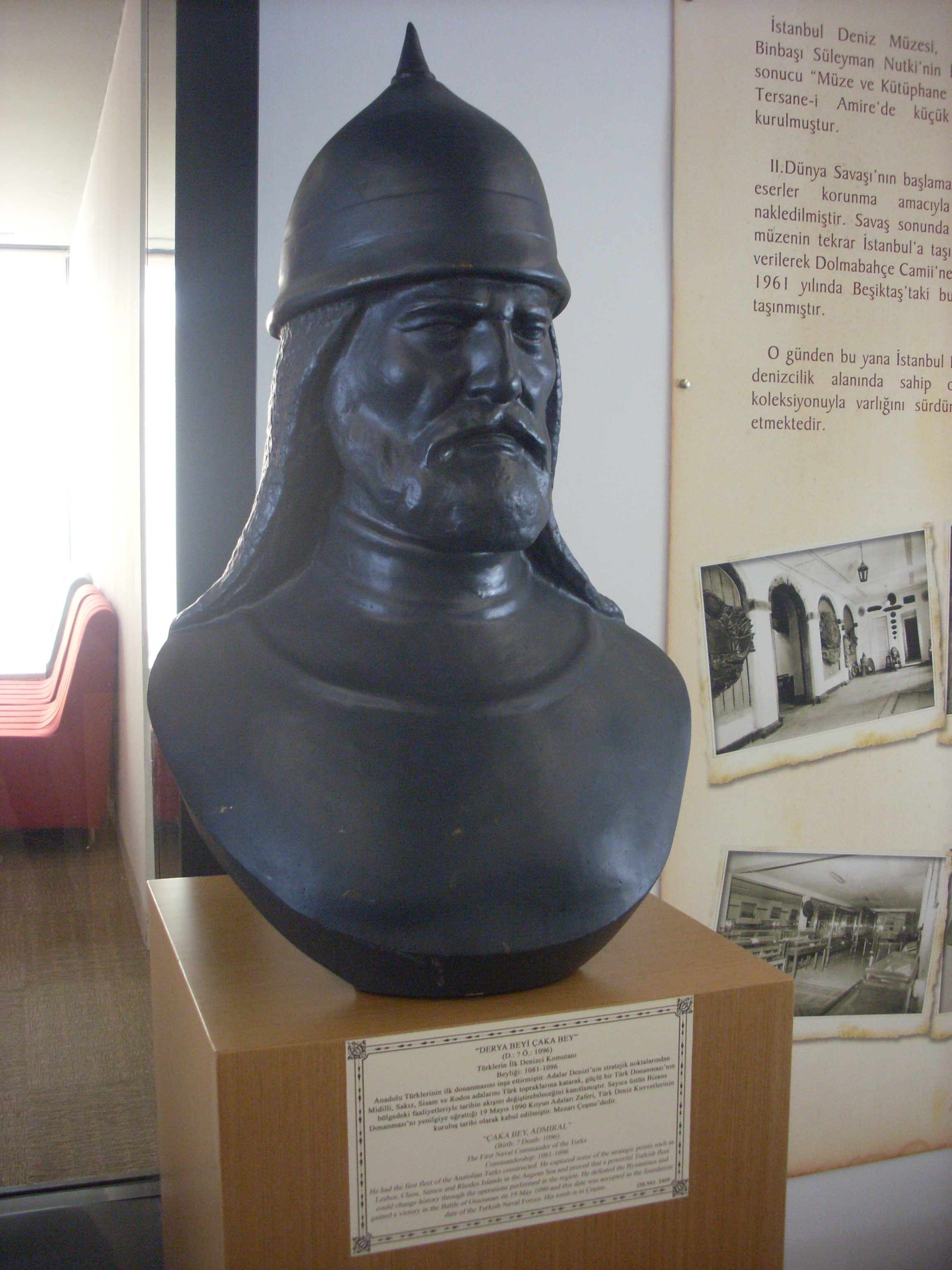
تمثال جاقا بيه في المتحف البحري في إسطنبول

استغل چاقا بيه الشجار الذي كان بين البيتشنغ والبيزنطيين وأسقط مع سميرنا (إزمير حالياً) التي كانت في يد البيزنطيين بواسطة 8000 جندي، واستخدم الحرفيين الروم هناك في ابتكار 40 قطعة سلاح بحري. يعتبر عام 1081 هو عام صنع السلاح البحري، وفي نفس الوقت هو تاريخ إنشاء القوات البحرية التركية. أدرك چاقا بيه الصراعات التي قام بها البيتشنغ والبيزنطيين في البلقان، وكان أول من استولى على كلازومناي (أورلا حالياً) بهدف توسيع حدود إمارته وجعل مركزها سميرنا. نظّم الهجوم الأول على مدينة فوكيا (فوچا حالياً) ثم ضمها إلى أراضيه. وبعد فترة أعلن أنه سيعاقب مدير مدينة ليسبوس (ميتيليني حالياً) بمغادرة المدينة بسبب مسؤليته عن الرسائل التي كتبت إلى ألبوس. أثناء مغادرته للمدينة عقب هذه التهديدات، استولى چاقا بيه قائد القوات على مدينة ميتلينه (مدينة ميديلي حالياً) عام 1089 دون مواجهة أي مقاومة. ولكن الجانب الآخر من جزيرة ميتيمنا لم يتم أخذها برغم المجهود الذي بُذل بسبب جدرانها القوية وجغرافيتها الغير ملائمة. علم الإمبراطور البيزنطي الأول الكسيوس كومينوس
أن ليبسوس تحت سيطرة چاقا بيه، فأرسل على الفور أسطولاً بحرياً إلى الجزيرة، ولكنه بعد ذلك انفصل عن ليسبوس وأخذ چاقا بيه الجزيرة تحت سيطرته عام 1090 عقب الهجوم الأول الذي نُظّم على خسيوس (جزيرة ساكيز حالياً). في نفس العام فاز نيكتاس كاستامونيس بقيادته مع القوات البيزنطية في المعركة الحربية التي شُنّت على خسيوس. ونتج عن ذلك هزيمة الإمبراطور عن أرضه، أرسل چاقا بيه إلى القسطنطينية أُسطولاً بحرياً بيزنطياً آخر إلى خسيوس حيث قام 8000 تقريبا من جيش التركمان بحصار جزيرة القلعة في سميرنا، يوم 19 مايو 1090 قامت معركة بحرية في جزيرة كويون بين خيوس وكارابورون (المنتصر) الذي استولى عقب هذا الانتصار على بعض السفن البيزنطية. بعد المعركة التقى چاقا بيه مع الاسينوس من أجل معاهدات السلام، وأُطلِق عليه (چاقا بيه) ألقاب بيزنطية من طرف الإمبراطور وقال چاقا بيه أنه مستعد للسلام إذا تمت الموافقة على زواج ابنه من ابنة الإمبراطور، وأنه سيقوم بإعادة الجزر التي احتلها. ولكن الإمبراطور لم يوافق على هذه المطالب. بعد عودة چاقا بيه مرة أخرى إلى سميرنا أخذ دالا سينوس خسيوس، وقبل أن يمضي نهاية عام 1090 سيطر چاقا بيه عليها مرة أخرى. وبعد عام 1090 فرض سيطرته على جزر رودوس وساموس (سيسام وساموس حالياً).

بعد زيادة قوته وهب لنفسه لقب إمبراطور، وواصل چاقا بيه هدفه في حصار القسطنطينية عاصمة الإمبراطورية البيزنطية، وبناءً على ذلك اتصلت قبائل البيتشنغ بالإمبراطورية المحتلة في الشرق، ومن جهة أخرى اتفق جانب من كيبشك الأتراك مع الإمبراطور الكسيوس امينوس الأول بتاريخ 29 أبريل 1091 على أن يضعوا السيف على البيتشنغ بما في ذلك النساء والأطفال وإزالة هذا الخطر من الأجواء. وبعد ذلك فوراً أقام چاقا بيه علاقة مع السلطان السلجوقي الصاعد إلى العرش قلج أرسلان الأول في نيقية (إزنيق حالياً). ومن جهة أخرى زوج چاقا بيه ابنته إلى قلج أرسلان الأول.

عام 1092 أرسل الكسيوس كومينوس الأول أسطولاً بحرياً بقيادة دالاسيوس مع جيشاً حربياً بقيادة يانيس دوكاس لمحاربة چاقا بيه بقسطنطين. أثناء محاصرة القوات البيزنطية لليسبوس بقيادة يالفاتش شقيق چاقا بيه، انتشر چاقا بيه مع أُسطوله البحري حول أطراف الجزيرة. وبعد مناوشات استمرت لثلاثة أشهر غادر چاقا بيه الجزيرة بشرط تحرير سميرنا. عاد من هناك فوراً بأسطوله البيزنطي إلى القسطنطينية مباشرةً آخذاً ساموس مرة أخرى. بعد فترة علم چاقا بيه بمحاولات الأسطول البحري لاغتنام فرصة العصيان في كريت وقبرص، فقام باحتلال غرب الأناضول لكي يسيطر مرة أخرى على جزر إيجة. وفي نفس العام حاصر چاقا بيه أبيدوس (نارابورنو، تشانكالي حالياً) بعد أن استولى على ادراميتيون (ادرميت حالياً). عندئذٍ عقد الكسيوس كومنيوس الأول تحالفاً مع قلج أرسلان الأول ضد چاقا بيه من أجل إزالة الخطر الذي يمثله چاقا بيه على كلاً من البيزنطيين والسلاجقة. أثناء حصار أبيدوس تحرك الأسطول البحري البيزنطي والجيش السلجوقي ضد چاقا بيه. فطلب چاقا بيه (الجاهل بالاتفاق الذي تم بين الدولتين) المقابلة مع قلج أرسلان الأول، فاستقبله قلج أرسلان بالاحتفال، وأثناء ضيافته سحب سيفه وقتل چاقا بيه.

## بعد موته
عقب موت چاقا بيه حرّض الكسيوس كومينوس الأول الدول المسيحية في أوروبا على إخراج قلج أرسلان الأول من نيقية لكي يصد هجمات الأتراك المحتملة، ودعّم بِدأ الحملة الصليبية الأولى، عام 1097 غزا الصليبيون المدينة ونقلوها إلى بيزنطة ثم اتجه البيزنطيون نحو المناطق الداخلية في الأناضول، وأثناء هزيمة السلاجقة في المعركة الواقعة في دوليون (اسكي شهير حالياً) هجمت القوات البيزنطية على سميرنا وحاصرت المدينة من البر والبحر. وعلى الرغم من تسليم القائد التركي للمدينة هناك تم وضع حوالى 10 اَلاف سيف تركي في صيف 1097، وسلّم بيه تركي اَخر أفسس في أيدي الجيش البيزنطي، وتم توزيع ما يقرب من 2000 أسير تركي بالجزيرة.

انسحبت قوات چاقا بيه التركمان من فيلادليفا (الاشهير حالياً) بعد أن انسحبت من بولونيوم (بولڤادين حالياً)، وبعد أن أُخذت فيلادليفا من قبل البيزنطيين، اتجه التركمان أكثر نحو الشرق حتى وصلوا إلى حدود جيرده.

## تراثه
اسم چاقا بيه جاء من اسم حي تابع لبلدة ششمه في منطقة إزمير. عام 2008 شيد تمثالاً لچاقا بيه في حي إينونو التابع لبلدة ششمه في مدينة إزمير، فشيدت حكومة ششمه والقوات البحرية نصباً تذكارياً له. النصب التذكاري يوجد في منطقة اتساعها 600 متر مربع، ارتفاعهم بين 17:20 متر، حيث يتكون طول التمثال النصفي لچاقا بيه من 2 متر ارتفاع وقاعدة 3 متر ونصف. عُرض التمثال النصفي لچاقا بيه في متحف البحرية في حي بشيكناش في مدينة إسطنبول ثم أُنشأت صالة عرض في المتحف تحمل اسم چاقا بيه. وأيضاً يعرض التمثال النصفي الخاص بچاقا بيه في متحف برسين البحري. وفي جهة أخرى توجد مدرسة ابتدائية تحمل اسم چاقا بيه في منطقة ايدنين كوشاداسي بحيّ كارتال في مدينة إسطنبول ومنطقة قوجالينين جولچوق، كما توجد مدرسة ثانوية الأناضوليه ومدارس خاصة بمنطقة إزميرين تشيغلي تحمل اسمه. تحمل مجموعة حافلات إسطنبول البحرية كواحدة من الحافلات البحرية الناقلة اسم چاقا بيه، وسمي باسمه أيضاً إسطول عبّارات في عام 2008.
وعام 1976 تم إصدار كتاباً يحمل عنوان چاقا بيه من كتابات يافوز بهارديراوغلو يروي حياة چاقا بيه. وعام 2005 أصدرت دار نشر اقچاغ رواية تحمل نفس الاسم (چاقا بيه) لمحمد ديكيچي.